# MKB Mannheimer Kommunalbeteiligungen

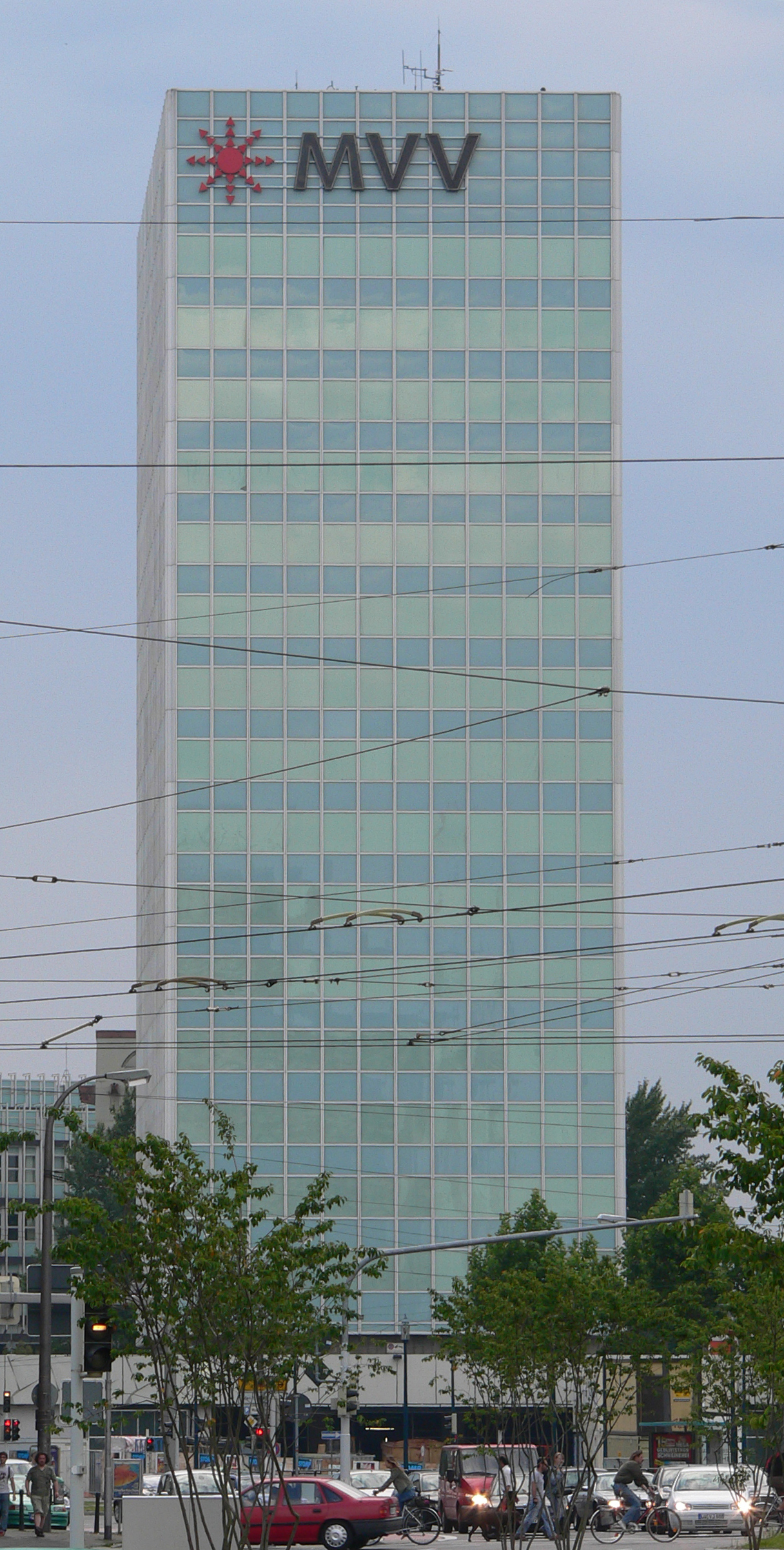
MVV-Hochhaus, Sitz der Konzernzentrale

Die MKB Mannheimer Kommunalbeteiligungen GmbH (bis 9. Januar 2018 MVV GmbH; bis 1998 Mannheimer Versorgungs- und Verkehrsgesellschaft mbH) ist die städtische Holding-Gesellschaft für die Anteile der Stadt Mannheim an der MVV Energie AG (50,1 %) und der MV Mannheimer Verkehr GmbH (100 %). Eigentümer der MKB GmbH ist zu 100 % die Stadt Mannheim.

## Geschichte
1873 übernahm die Stadt Mannheim das Gaswerk im Stadtteil Luzenberg. 1888 begann die zentrale Trinkwasserversorgung mit der Eröffnung des ersten Wasserwerks durch die Stadt in Käfertal. 1899 folgte das erste Elektrizitätswerk im Industriehafen. Im Jahr 1900 übernahm die Stadt die bis dahin privat betriebene Straßenbahn. 1923 wurde das Grosskraftwerk Mannheim gebaut, 1959 wurde von hier die Innenstadt mit Fernwärme erschlossen. 1965 ging die Müllverbrennungsanlage auf der Friesenheimer Insel in Betrieb.
1974 wurden die bis dahin als Eigenbetrieb geführten Stadtwerke in eine GmbH mit mehreren Töchtern – unter anderem für Versorgung und Verkehr – ausgegliedert. Alfred Karsten (* 1924) war ab 1978 Arbeitsdirektot und Geschäftsführer der Mannheimer Versorgungs- und Verkehrsgesellschaft mbH und ab 1982 in der Geschäftsführung und im Vorstand der Stadtwerke Mannheim AG, der Mannheimer Verkehrs-AG und der Energie und Wasserwerke Rhein-Neckar AG. In den 1990er-Jahren begann vor dem Hintergrund der sich abzeichnenden Marktliberalisierung der Wandel, weg von einem auf die Stadt Mannheim beziehungsweise auf die Region Rhein-Neckar-Dreieck ausgerichteten Betrieb hin zu einem nach allen Seiten offenen Unternehmen. Unter anderen wurden Consulting-Verträge in Hongkong, Sarajewo, Budapest und Polen geschlossen.
1998 wurde das Unternehmen neugegliedert und 1999 ging die MVV Energie AG an die Börse.
Zum 10. Januar 2018 wurde die MVV GmbH in MKB Mannheimer Kommunalbeteiligungen GmbH umbenannt.

### Energieversorgung
Für die Energieversorgung ist die MVV Energie zuständig.
Die MVV Energie wurde 1999 als erstes kommunales Versorgungsunternehmen an die Börse gebracht und ist dadurch teilprivatisiert worden. Die Stadt Mannheim hält über die MVV GmbH weiterhin 50,1 % an der MVV Energie. Weitere 16,3 % gehören der Kölner RheinEnergie, 15 % der EnBW und 18,5 % sind im Streubesitz.

### Nahverkehr

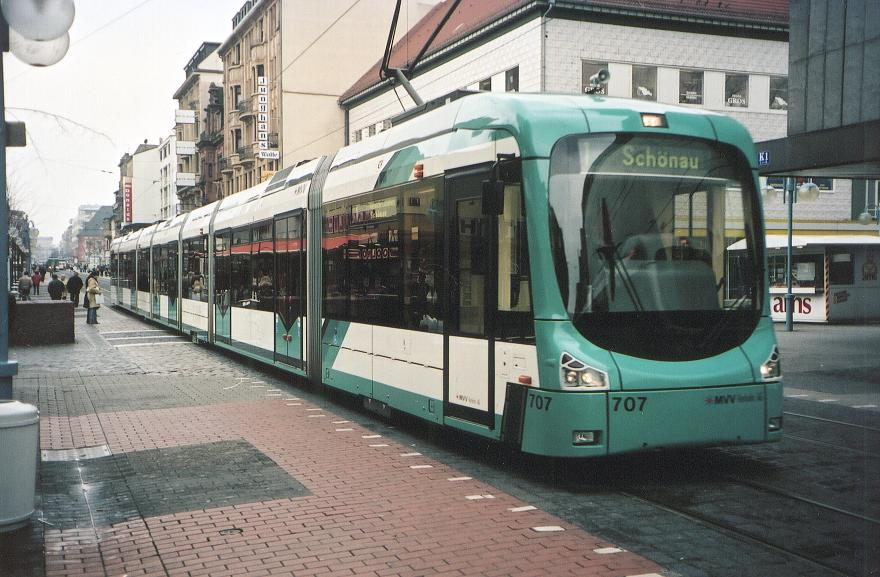
Straßenbahn der MVV in Mannheim

Die Tochtergesellschaft MVV Verkehr war für den städtischen Nahverkehr mit Straßenbahn- und Buslinien in Mannheim zuständig.
2000 wurde die Beteiligung der Stadt Mannheim in Höhe von 94,6 Prozent an der Oberrheinischen Eisenbahn-Gesellschaft AG (OEG), die die Oberrheinische Eisenbahn sowie Buslinien im Südosten Mannheims, in Weinheim und in der Region betrieb, an die MVV GmbH übertragen. Das Unternehmen wurde in MVV OEG AG umfirmiert und am 16. März 2010 mit der MVV Verkehr AG verschmolzen.
2004 gründeten die MVV Verkehr AG und die MVV OEG AG mit HSB, RHB, VBL und der Zentralwerkstatt Mannheim das gemeinsame Tochterunternehmen Rhein-Neckar-Verkehr GmbH (RNV).